# Manevyči
Manevyči (Ucraino: Маневичі; polacco: Maniewicze) è un insediamento rurale ucraino (11 725  abitanti) nel distretto di Kamin'-Kašyrs'kyj nell'oblast' di Volinia. Ospita l'amministrazione della comunità territoriale di Manevyči,  una delle comunità territoriali dell'Ucraina.
Fino al 18 luglio 2020 Manevyči fungeva da centro amministrativo del distretto di Manevyči, abolito come parte della riforma amministrativa dell'Ucraina, che ha ridotto a quattro il numero dei distretti dell'oblast' di Volinia. L'area del distretto di Manevyči è stata fusa nel distretto di Kamin'-Kašyrs'kyj.

Fino al 26 gennaio 2024 Manevyči era classificata come insediamento di tipo urbano. Da tale data è entrata in vigore una nuova legge che ha abolito questo status e Manevyči è stata riclassificata come insediamento rurale.
1. ↑  (UK, EN) Number of Present Population of Ukraine, as of January 1 2022 (PDF), su db.ukrcensus.gov.ua.
2. ↑  (RU) Шевченковская громада, su gromada.info, Портал об'єднаних громад України.
3. ↑  (UK) Про утворення та ліквідацію районів. Постанова Верховної Ради України № 807-ІХ., in Голос України, 18 luglio 2020. URL consultato il 3 ottobre 2020.
4. ↑  (UK) Нові райони: карти + склад, su minregion.gov.ua, Міністерство розвитку громад та територій України.
5. ↑  (RU) Что изменится в Украине с 1 января, in glavnoe.in.ua, 1º January 2024.